# Lars Fredrik Nilson

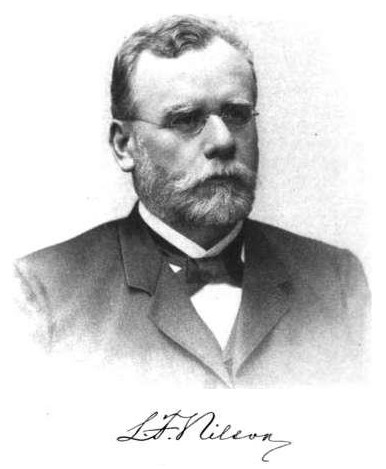
Lars Fredrik Nilson

Lars Fredrik Nilson (* 27. Mai 1840 in Skönberga, Ost-Gotland; † 14. Mai 1899 in Stockholm) war ein schwedischer Chemiker.

## Leben und Werk
Lars Nilson war der Sohn eines Gutsbesitzers, besuchte die Schule in Visby und das Gymnasium in Linköping und studierte ab 1859 Biologie, Mineralogie und Chemie an der Universität Uppsala. Er war Assistent von Lars Fredrik Svanberg (1805–1878) in Uppsala und wurde 1866 promoviert. 1878 wurde er Professor für Analytische Chemie in Uppsala und 1883 Leiter der Königlichen Akademie für Landwirtschaft in Stockholm.
Nilson untersuchte mit Otto Petterson seltene Erden. Bekannt wurde er 1879 durch die Entdeckung des von Mendelejew als Ekaboron aus dem Periodensystem vorhergesagten Elements Scandium, das er aus den Mineralien Euxenit und Gadolinit gewann. Er isolierte erstmals reines Thoriumoxid, damals wichtig in der Glühlampenindustrie, und trug mit Petterson zur Klärung der damals strittigen Frage von Atomgewicht und Wertigkeit des Berylliums bei. Später befasste er sich mit Düngung, Futterpflanzen und anderen landwirtschaftlichen Fragen. Insbesondere entdeckte er, dass die kalkhaltigen Moore seiner Heimat Gotland durch Zugabe von Pottasche fruchtbar gemacht werden konnten, was Zuckerrübenanbau ermöglichte.